# Revolution (Achterbahn)
Revolution im Bobbejaanland (Lichtaart, Antwerpen, Belgien) ist eine Dunkel-Stahlachterbahn vom Modell Illusion des Herstellers Vekoma, die im Mai 1989 eröffnet wurde. Zwischen 2008 und vor 2013 fuhr die Bahn unter dem Namen Evolution und von 2016 bis Ende 2022 mit dem Zusatznamen Mount Mara.
Die 720 m lange Strecke, die sich über eine Fläche von 48 m × 48 m erstreckt, erreicht eine Höhe von 18,5 m. Auf ihr fährt ein Zug mit 30 Wagen, womit sie als Achterbahn mit dem längsten Achterbahnzug der Welt gilt. In jedem Wagen können zwei Personen hintereinander Platz nehmen.
Ursprünglich gab es zwei Filmleinwände, welche durch zwei 70-mm-Projektoren beleuchtet wurden. Die beiden Leinwände, um welche die Strecke führte, befanden sich an der Decke und am Boden des Gebäudes. In der 2000er Saison wurde die eine Leinwand entfernt und durch Lichter ersetzt. Nachdem der zweite Projektor 2004 ausgefallen war, wurde 2005 ein neuer Digitalprojektor eingesetzt und 2008 mit einer neuen Thematisierung, neuem Film und neuem Soundtrack versehen.
2016 wurde nachmittags das Thema des Fahrgeschäfts in eine Rundfahrt durch einen ausbrechenden Vulkan geändert. Passagiere erhielten dafür optionale Virtual-Reality-Brillen. Infolgedessen bekam Revolution den zusätzlichen Namen Mount Mara. Allerdings konnte nur einer der bis zu zwei Mittfahrenden pro Wagen eine der  Virtual-Reality-Brillen tragen, was dazu führte, dass der Park die Wagen größtenteils mit nur je einer Person besetzte. In späteren Saisons gab es dann zwei getrennte Wartebereiche, einen für die klassische "Revolution"-Fahrt, und eine für die Variante mit Virtual-Reality-Brille. Seit der 2023er Saison gibt es diese VR-Erweiterung nicht mehr und die Achterbahn trägt wieder nur den Namen Revolution.

Zur Saison 2024 gab es anlässlich des 35. Jubiläum der Achterbahn aufwändige Renovierungsarbeiten, welche eine Neugestaltung der Warteschlange und neue/überarbeitete Lichteffekte während der Fahrt beinhalteten.

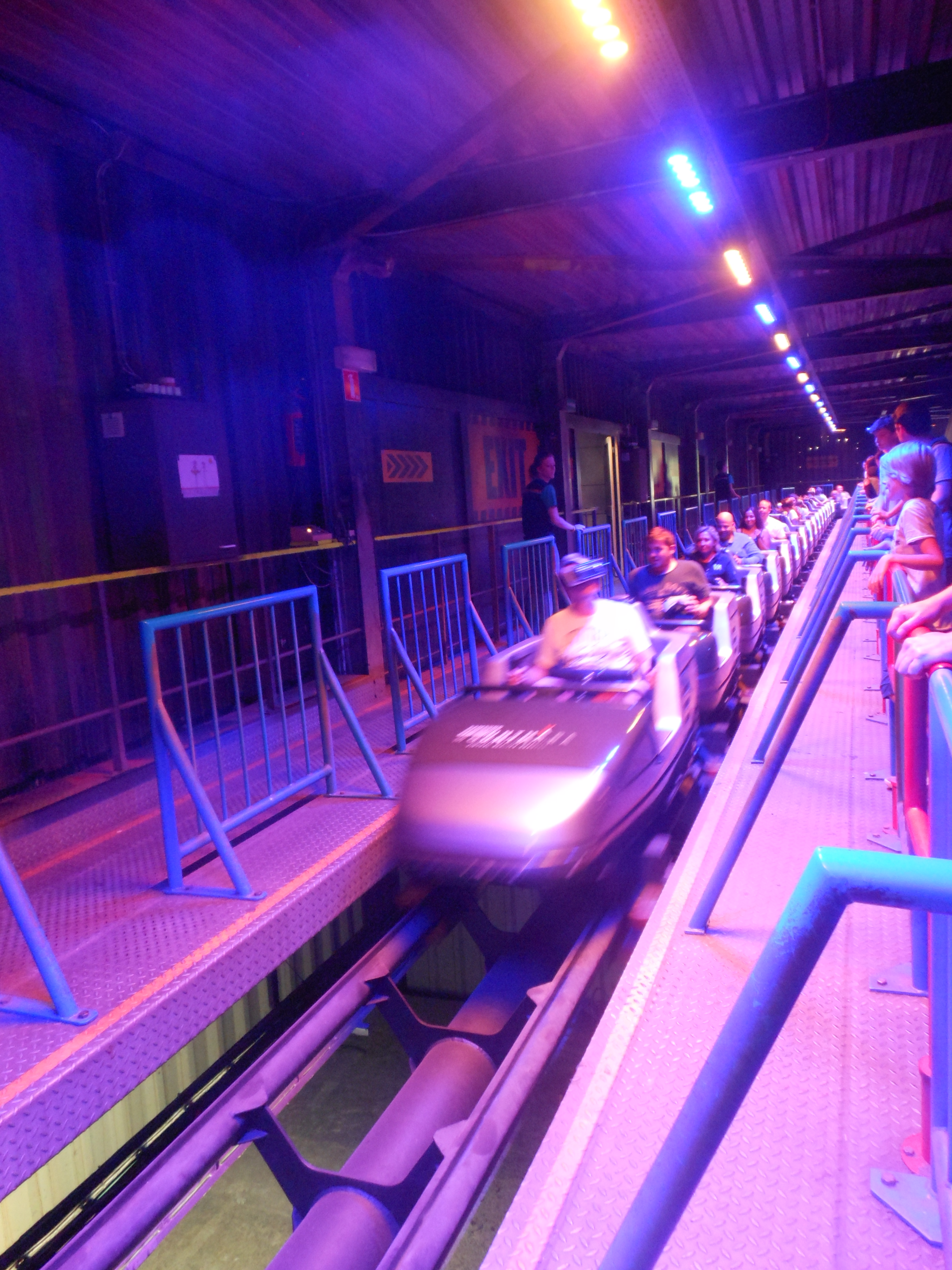
Revolution(Mount Mara) in der Station